# Lasowice Małe (wieś w województwie opolskim)
Lasowice Małe (dodatkowa nazwa w j. niem. Klein Lassowitz, w przeszłości Deutsch Lassowitz, 1936–1945 Schlosswalden) – wieś w Polsce, położona w województwie opolskim, w powiecie kluczborskim, w gminie Lasowice Wielkie.
Z geograficznego punktu widzenia wieś leży na Górnym Śląsku, nad rzeką Bogacicą, w makroregionie Niziny Śląskiej, w mezoregionie Równiny Opolskiej.
Do czasu polskiej reformy administracyjnej (1999) wieś związana była z powiatem oleskim.

## Nazwa
W alfabetycznym spisie miejscowości na terenie Śląska wydanym w 1830 roku we Wrocławiu przez Johanna Knie wieś występuje pod polską nazwą małe Lassowice oraz niemiecką Klein Lassowitz.

## Historia

### Przynależność państwowa
Wieś osadzona w 1292, w księstwie opolskim, stanowiącym lenno czeskie. Do 1532 pod zarządem książąt opolskich z dynastii Piastów śląskich. W latach 1396–1401 w granicach Polski.
Od 1526 w rękach Habsburgów austriackich. W latach 1532–1551 przejściowo w zastawie pod Hohenzollernami z linii Ansbach, w latach 1551–1557 we władaniu Izabeli Jagiellonki, regentki syna – niekoronowanego króla Węgier, w latach 1645–1666 w zastawie pod królami polskimi.
Po wojnach śląskich w 1742 miejscowość znalazła się w Królestwie Prus pod berłem Hohenzollernów. Do 1806 w składzie Świętego Cesarstwa Rzymskiego Narodu Niemieckiego, od 1871 w Cesarstwie Niemieckim, następnie od 1918 w Republice Weimarskiej. Od 1933 w III Rzeszy.
1945 przejściowo pod administracją Armii Czerwonej, po czym w składzie państwa polskiego. W latach 1945–1954 siedziba gminy Lasowice Małe.

### Przynależność administracyjno-terytorialna
Wieś w 1816, podczas podziału prowincji śląskiej na rejencje, weszła w skład rejencji górnośląskiej, docelowo przemienionej w rejencję opolską. 1919–1938 i od 1941 w prowincji górnośląskiej.
1945 w I okręgu administracyjnym Śląsk Opolski. W latach 1946–1950 w województwie śląskim, od 1950 w woj. opolskim. W latach 1954–1972 wieś należała i była siedzibą władz gromady Lasowice Małe. 
Wieś od osadzenia przynależała do dystryktu oleskiego, z czasem przeobrażonego w powiat oleski. Od 1999, pomimo sprzeciwu władz samorządowych i mieszkańców, w składzie powiatu kluczborskiego.

### Prywatni właściciele
Początkowo nieznani. Od ok. poł. XV w. ród von Dambrowka. Od 1753 (lub wcześniej) ród von Hoym. W latach 1811–1945 ród zu Hohenlohe-Öhringen, zu Hohenlohe-Ingelfingen.

### Status
Około XVIII/XIX w. – 1973 wieś gminna (od 1954 siedziba Gromadzkiej Rady Narodowej), w latach 1945–1947 przejściowo z siedzibą w Kocianowicach (Chocianowicach).
W latach 1974–2005 siedziba gminy Lasowice Wielkie.
W latach 1874–2005 siedziba USC.

### Rys historyczny
Pierwsze ślady działalności człowieka sięgają przełomu epok brązu i żelaza, czego dowodem jest położone na skraju wsi cmentarzysko z okresu kultury halsztackiej.
Wieś osadzona w okresie kolonizacji Śląska, na terenie Puszczy Śląskiej, na wschód od Przesieki Śląskiej. Początkowo pod nazwą Deutsch-Lassowitz. Spustoszona podczas wyprawy Husytów na Śląsk.
Wobec bliskości Kluczborka oraz wprowadzonej w 1555 zasady Cuius regio, eius religio, wieś poddana reformacji. Od 1599 kościół filiałem nowo powstałej parafii (gminy) ewangelicko-augsburskiej Lasowice Wielkie.
Wieś tragicznie doświadczona przez wojnę trzydziestoletnią oraz kontrreformację. 1628 (lub później) wypędzenie pastora luterańskiego. 1653 konfiskata kościoła na rzecz katolików. Mimo to ludność pozostała przy wyznaniu luterańskim.
1688 luteranie wybudowali nowy kościół (data nie znajduje potwierdzenia w źródłach przedwojennych; sugestywnie podaje się rok 1735, ujawniony na belce tęczowej świątyni), z którego jednak zaprzestali wkrótce korzystać.
Wieś dotknęły wojny śląskie, później oddziały Napoleona Bonaparte.
1783 pierwsza wzmianka o szkole luterańskiej.
Około XVIII/XIX w. wieś podniesiona do rangi gminy (pełniła tę funkcję do 2005). Około połowy XIX w. sumptem rodu zu Hohenlohe-Öhringen znacznie rozbudowana, m.in. o obiekty przemysłowe i usługowe. W tym czasie następowało stopniowe uwalnianie chłopów od pańszczyzny.
Dalszy rozwój wsi związany z otwarciem w 1868 stacji Kolei Prawego Brzegu Odry (odcinek linii zamknięty w 2004).
1867, wobec budowy nowego kościoła (domu zborowego) (1866), odtworzono parafię (gminę) ewangelicko-augsburską Lasowice Wielkie, ale bez filiału w Lasowicach Małych.
Podczas I wojny światowej poległo 51 mieszkańców wsi. Ich nazwiska wyryto na ufundowanym po wojnie obelisku.
W Plebiscycie na Górnym Śląsku we wsi oddano 521 głosów za Niemcami, 20 za Polską.
1928 zorganizowano Ochotniczą Straż Pożarną. 1934 sporządzono jej akt założycielski.
1932, po wcześniejszych nieudanych próbach, luteranie wznieśli budynek przedszkola (działającego od 1896) i domu młodzieży, wykorzystywany także jako dom zborowy. Odtąd Lasowice Małe z powrotem filiałem parafii (gminy) ewangelicko-augsburskiej Lasowice Wielkie.
W latach 1936–1945 miejscowość nosiła nazwę Schloßwalden.
Przed wybuchem II wojny światowej we wsi zbudowano lotnisko do celów zwiadowczych. Pod koniec wojny zajęła je Armia Czerwona, po czym zostało zniszczone.
1945 wieś opustoszała. Postanowieniami konferencji poczdamskiej oddano ją pod jurysdykcję Polski. Osiedlono w niej przymusowych polskich wysiedleńców z obszarów wschodnich II Rzeczypospolitej wcielonych do ZSRR, głównie z Rodatycz. Zakończyły działalność instytucje luterańskie.
Zabór plebanii w Lasowicach Wielkich wymusił konieczność adaptacji do tego celu obiektów po dawnym przedszkolu i domu młodzieży; stąd Lasowice Małe siedzibą parafii ewangelicko-augsburskiej w Lasowicach Wielkich.
W latach 1950–1990 wieś PGR-owska. Od 2000 sukcesywnie pozbawiana funkcji koncentratora lokalnej społeczności. Od 2003 znana dzięki luterańskiej inicjatywie Lasowickiego Domu Tolerancji i Kultury.
Odwilż polityczna po Okrągłym Stole, unormowanie stosunków polsko-niemieckich oraz wejście Polski do Unii Europejskiej, pozwoliły na względną jawność działania w sprawach historycznych i narodowościowych. W ramach tych działań m.in. na wniosek lokalnej mniejszości niemieckiej siedzibę Urzędu Gminy w Lasowicach Małych, jako pierwszą w Polsce instytucję publiczną, oznaczono dwujęzyczne, w językach polskim i niemieckim. Ustalono dwujęzyczne oznaczenie wsi. Sukcesywnie odtwarzane są kontakty z dawnymi mieszkańcami, owocujące działaniami partnerskimi, kulturalnymi, charytatywnymi i in.

## Zabytki

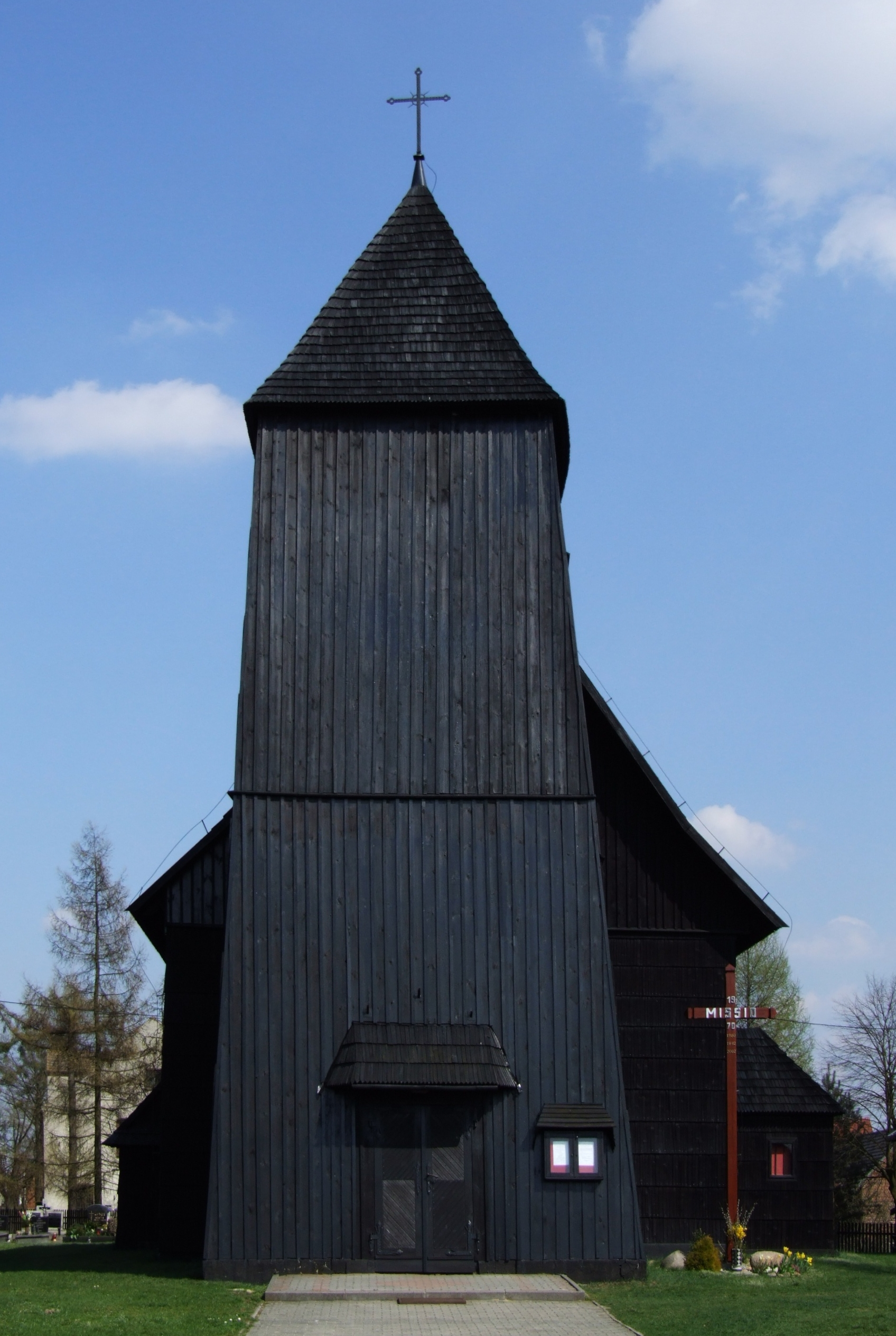
Kościół drewniany

Do wojewódzkiego rejestru zabytków wpisane są:
- kościół fil. pw. Wniebowzięcia NMP i św. Jakuba Starszego, drewniany, zbudowany w 1688 r., XVII/XVIII w. przez luteran, pomimo uprzedniego odebrania im przez Habsburgów praw do tej świątyni. Pierwotnie pw. św. Jakuba Starszego, po przejęciu przez katolików Wniebowzięcia NMP. Obiekt sakralny drewniany, orientowany, w otoczeniu cmentarza. Konstrukcja zrębowa, wyłożona od zewnątrz gontem. Wieża konstrukcji słupowej o obwodzie zmniejszającym się ku zwieńczeniu, oszalowana deskami. Dwa dzwony o nieznanym pochodzeniu. Wyposażenie wnętrza barokowe (m.in. ołtarz z rzeźbami i kręconymi kolumnami, organy piszczałkowe, kazalnica, chrzcielnica, obrazy). W latach 90. XX w. kościół okradziony z zabytkowego wyposażenia. Ze względu na ten zabytek przez wieś wytyczono turystyczny Szlak Drewnianego Budownictwa Sakralnego, biegnący od Opola do Olesna i umożliwiający dotarcie do dwunastu drewnianych kościołów Śląska Opolskiego, wypis z księgi rejestru
- dwór zbudowany w 1617 r. – XVII w. przez von Dambrowków, przebudowany pod koniec XIX w. przez zu Hohenlohe. Obiekt jednopiętrowy, murowany, z wieloma elementami architektonicznymi (sklepienia kolebkowe, dekoracje stiukowe, płyciny). Wewnętrzne wejście portalowe, bogato zdobione (kolumienki, zwieńczenie ze sterczynami). Nad nim kartusz z XVII wieku. Dwór otoczony parkiem ze stawem. Obiekt obecnie w ruinie (ostatnią naprawę przeprowadzono w latach 90. XX w., dokonując wymiany dachówki pokrywającej czterospadowy dach i kalenice, odkąd porzucony), elementy architektoniczne zniszczone bądź rozkradzione, otoczenie zaniedbane.
- spichlerz zbudowany w poł. XIX w. przez zu Hohenlohe-Öhringen. Pierwotnie z przylegającą mleczarnią (wyburzona). Obiekt po remoncie w 2006 r.
- dom (chałupa), nr 17 (d. 70), z XIX w.
- dom (chałupa), nr 97, z XIX w. (nie istnieje)

### Inne obiekty
- kaplica luterańska z 1932, pierwotnie przedszkole i dom młodzieży.
- obelisk upamiętniający mieszkańców wsi poległych podczas I wojny światowej. Monument ten, w obawie przed wydaniem nakazu jego zniszczenia, mieszkańcy wsi ok. 1946 zakopali w pobliżu mleczarni. 2000 wydobyty spod ziemi przez nowego właściciela działki. 2001 zlokalizowany w nowym miejscu (na terenie parafii ewangelicko-augsburskiej) i rekonsekrowany.
- dawne szkoły luterańskie: (I) z ok. XVIII/XIX w., obecnie budynek mieszkalny; (II) z 1920, obecnie Lasowicki Dom Tolerancji i Kultury.
- dawna stacja kolejowa Lasowice Małe Oleskie.

## Gospodarka
Obecnie podstawową strefą działalności gospodarczej mieszkańców jest praca zarobkowa, głównie w krajach Europy Zachodniej. Nieznaczny odsetek mieszkańców pracuje, lub prowadzi na miejscu gospodarkę rolną i leśną oraz drobną działalność usługową.
We wsi działa spółka rolnicza, hodowla, gorzelnia, leśnictwo, wyłuszczarnia.
W przeszłości działały m.in. kuźnia, mleczarnia, młyn, potażarnia (wszystkie z tych zakładów zburzone).

## Kultura
Wieś początkowo (1999) objęta organizowanym przez Dom Współpracy Polsko-Niemieckiej oraz lokalne władze samorządowe projektem „Historia lokalna na przykładzie wybranych powiatów, miast i gmin”, w ramach którego odbywały się odczyty, projekcje filmowe, zwiedzanie obiektów dziedzictwa kulturowego itp. Obecnie program kontynuowany jest w powiecie oleskim.
Mieszkańcy uczestniczą w spotkaniach delegacji polsko-niemieckich, w tym z gminy partnerskiej Holle i związku gmin Grünstadt-Land.

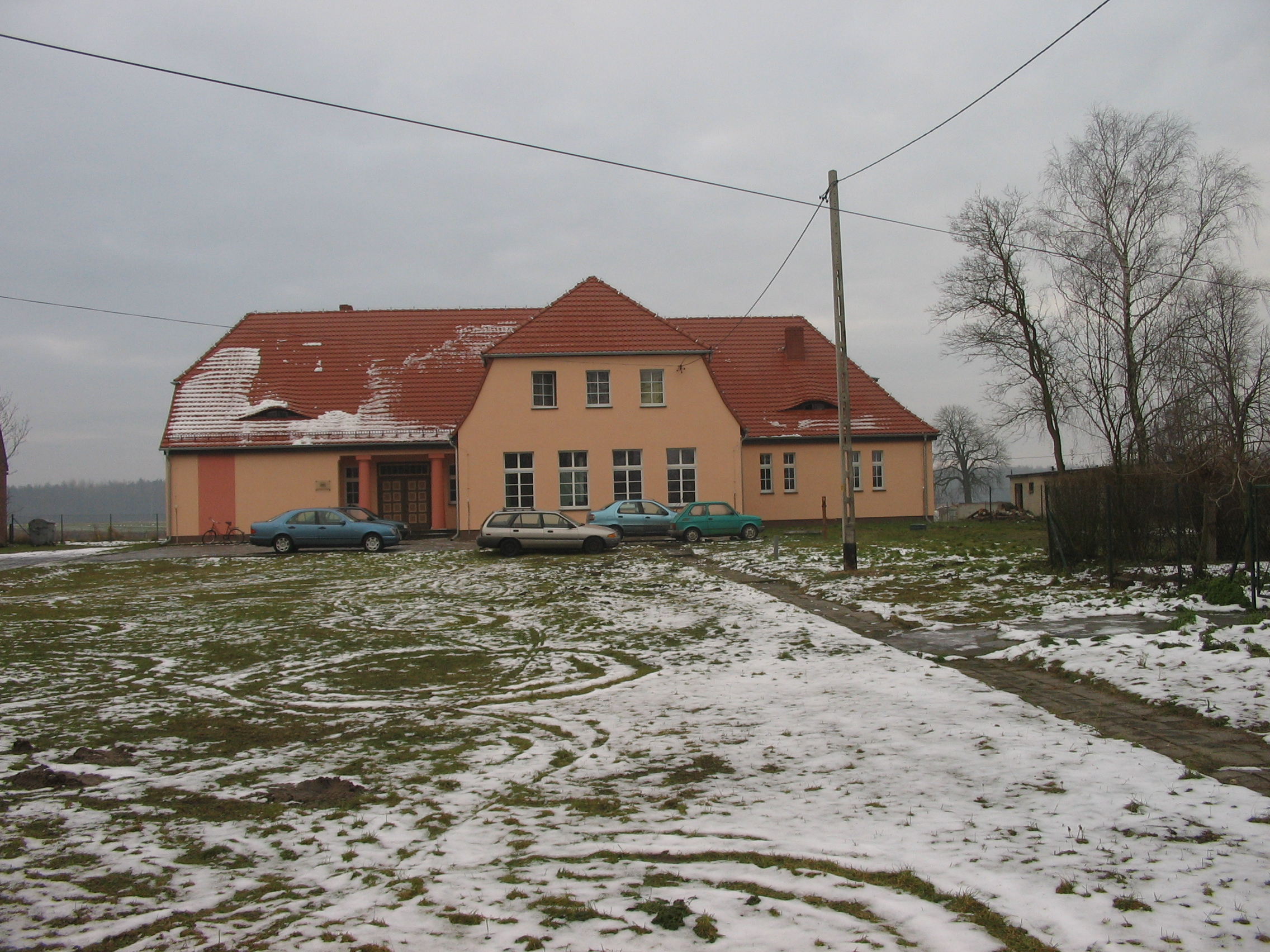
Lasowicki Dom Tolerancji i Kultury

### Lasowicki Dom Tolerancji i Kultury
Lasowicki Dom Tolerancji i Kultury od 2003 wyrasta na wiodącą instytucją kulturalną regionu. Dom powstał z inicjatywy proboszcza parafii ewangelicko-augsburskiej w Lasowicach Wielkich, ks. Ryszarda Pierona. Działa na zasadzie świetlicy środowiskowej, w dawnej szkole luterańskiej, w 2000 przez lokalne władze samorządowe zamkniętej, w 2004 odkupionej przez parafię, w 2007 wyremontowanej jej nakładem.
Dom kieruje swoją działalność do dzieci i młodzieży, niezależnie od wyznania. Prowadzi na bieżąco zajęcia edukacyjne, organizuje imprezy kulturalne, sportowe, turystyczne, wypoczynkowe, i in.

## Przyroda
Wieś położona częściowo w obszarze chronionego krajobrazu Lasy Stobrawsko-Turawskie. Na jego terenie m.in.:
- pomnik przyrody – 250-letni dąb szypułkowy o obwodzie 428 cm
- Jezioro Czarne (pot. Czarny Staw) – zbiornik wodny położony w leśnej głębinie, częściowo zabagniony, siedlisko wielu rzadkich i chronionych okazów roślin (np. jeżogłówka najmniejsza)
- Leśna ścieżka edukacyjna im. Janusza Goebla

Urozmaicenie elementów nieskażonej przyrody (biocenozy leśne, łąkowe i polne), w połączeniu z niewielkimi, lecz licznymi obszarami wodnymi, powoduje występowanie we wsi i wokół niej gatunkowego bogactwa zwierząt i roślin. Walory przyrody przyciągają jej miłośników, stanowią raj dla wędkarzy i zbieraczy grzybów, sprzyjają aktywnym formom wypoczynku, jak turystyka piesza i rowerowa.